# Chístopol
Chístopol (ruso: Чи́стополь; tártaro: Чистай; chuvashio: Чистай) es una localidad tártara de 60.755 habitantes según el censo ruso de 2010. Situada a la margen izquierda del embalse de Kúibyshev en el río Kama, alberga el Aeropuerto de Chístopol. 

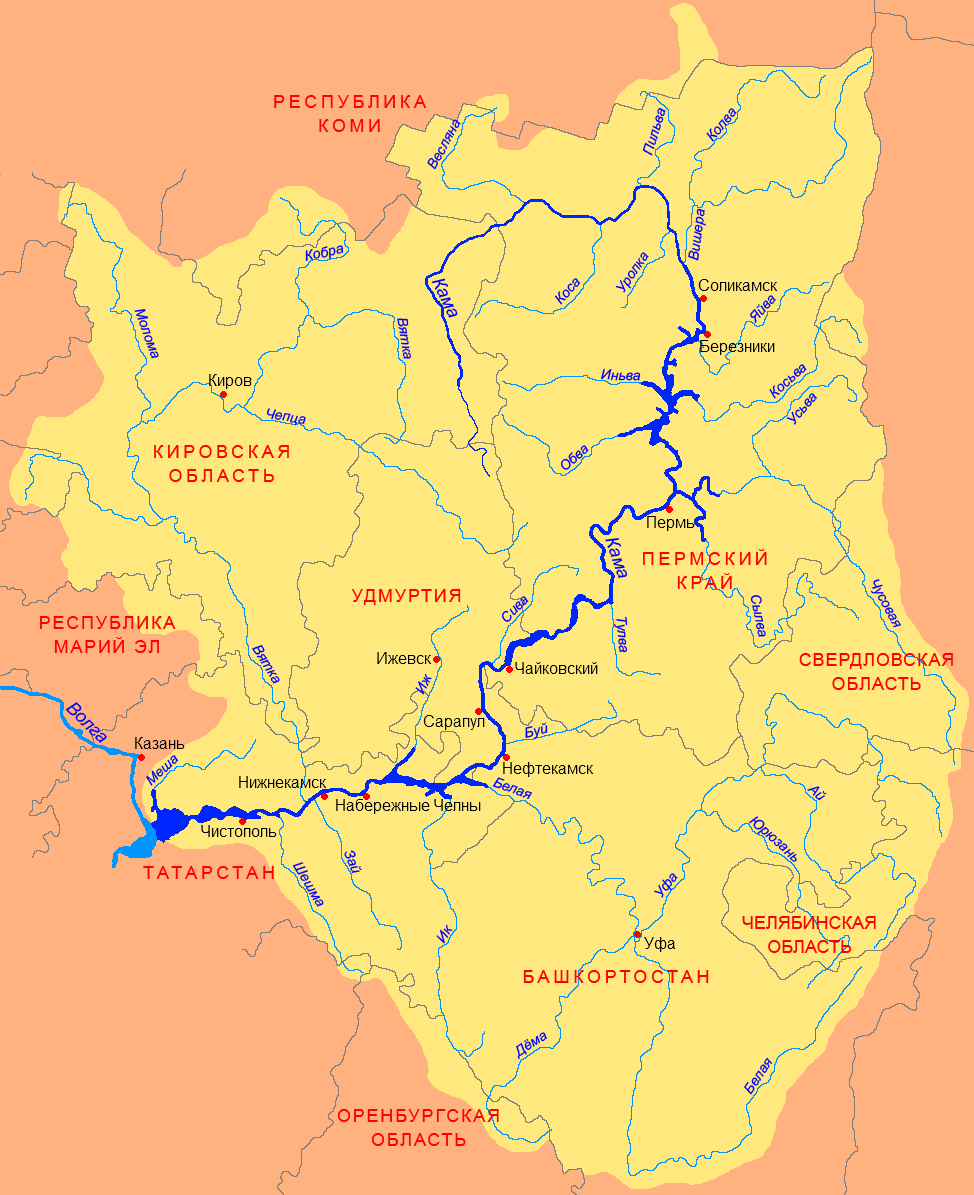
Mapa en ruso del río Kama en el que aparece abajo a la izquierda Chístopol (Чи́стополь)

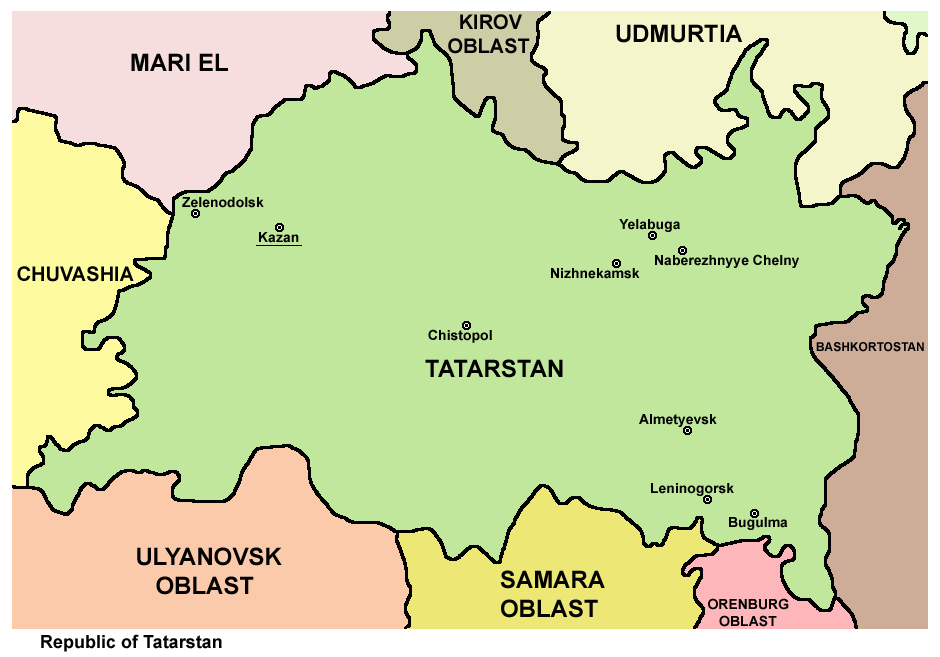
Mapa de Tartaristán en el que aparece Chistopol

En esta ciudad está situada la fábrica de relojes  Vostok.
La compositora Sofiya Gubaidúlina nació en esta ciudad en 1931. Durante la Gran Guerra Patria la ciudad acogió a varios escritores evacuados desde Moscú como, por ejemplo, los poetas Borís Pasternak, Anna Ajmátova, Arseni Tarkovski y, brevemente, Marina Tsvetáyeva.  
- Datos: Q198102
- Multimedia: Chistopol / Q198102